# Vierschanzentournee 1992/93
Die 41. Vierschanzentournee 1992/93 war Teil des Skisprung-Weltcups 1992/1993.
Das Springen in Oberstdorf fand am 30. Dezember 1992 statt, am 1. Januar 1993 das Springen in Garmisch-Partenkirchen und am 4. Januar 1993 das Springen in Innsbruck. Die Abschlussveranstaltung in Bischofshofen wurde am 6. Januar 1993 durchgeführt. Die Tournee gewann Andreas Goldberger aus Österreich.

## Weltcup und Favoriten
In der nacholympischen Saison gab es mit den Nordischen Skiweltmeisterschaften im schwedischen Falun nur eine bedeutende Großveranstaltung im Skispringen neben der Tournee. Naturgemäß war das Team aus Österreich, welches bei Olympia fünf von sieben möglichen Medaillen gewonnen hatte, mit Springern wie Martin Höllwarth, Heinz Kuttin, Ernst Vettori oder Werner Rathmayr zu den Topfavoriten zu zählen. Die Innauer-Schützlinge hatten in der Vorsaison als eine der ersten Mannschaften auf den V-Stil umgestellt und zeigten auch in der aktuellen Saison bei den ersten Weltcupspringen erneut ihre bestechende Form. Vor allem Werner Rathmayr, für den die Olympischen Spiele eher suboptimal gelaufen waren, war wieder in starker Frühform und führte die Weltcupwertung souverän an. Bemerkenswert war zudem die gute Form von Andreas Goldberger, der sich erst im März des Jahres bei der Skiflug-WM in Harrachov das Schlüsselbein und ein Handgelenk gebrochen hatte. Allerdings gab es im Austria-Team auch bedeutende personelle Veränderungen. Toni Innauer war nach 3 Saisons und den erreichten Erfolgen ausgebrannt und hatte seinen Posten an Heinz Koch weitergegeben. Des Weiteren war Andreas Felder nach der Saison 1991/92 vom Leistungssport zurückgetreten.
Zu den weiteren Tourneefavoriten sollte eigentlich auch der Doppelolympiasieger von Albertville, der Finne Toni Nieminen, gehören. Doch fast erwartungsgemäß machte ihm der Hype um seine Person zu schaffen, hinzu kamen Wachstumsprobleme. Nach eher schlechten Platzierungen im Weltcup gipfelte das Geschehen darin, dass der Trainer Matti Pulli den Shootingstar der letzten Saison zu Hause ließ. Zur Tournee entsandte der finnische Auswahltrainer nur eine vierköpfige Mannschaft, bei der außer Vesa Hakala kein anderer Springer Tourneeerfahrung hatte. Der erst 15-jährige Janne Ahonen, der später zum Rekordsieger bei der Tournee erwachsen sollte, hatte gar erst in der laufenden Saison seine Weltcuppremiere. Die Olympiasieger Nikkola und Mika Laitinen ließ Pulli ebenso zu Hause, Risto Laakkonen, immerhin Tourneesieger von 1989, war vom Leistungssport zurückgetreten. Zu beachten war weiterhin die tschechische Mannschaft um Jaroslav Sakala, die bei Olympia immerhin Mannschaftsbronze geholt hatte. Durch die anstehenden Olympischen Spiele in Lillehammer (1994) und Nagano (1998) war nun auch bei den jeweils gastgebenden Nationen ein Aufwind deutlich zu spüren. Unter dem neuen norwegischen Trainer Trond Jøran Pedersen gelang der Mannschaft die Umstellung auf den V-Stil und prompt befanden sich vor Tourneebeginn drei Springer in den Top Ten der Weltcupwertung. Speziell Espen Bredesen, der noch bei Olympia in Albertville ob seiner schlechten Platzierungen in seiner Heimat mit Eddie Edwards verglichen wurde, erlebte einen enormen Formanstieg und sollte sich in der Folge zu einem der erfolgreichsten Skispringer entwickeln.
 Unter Trainer Manabu Ono entwickelte sich nun auch die japanische Mannschaft enorm und hatte mit Noriaki Kasai den amtierenden Skiflugweltmeister in ihren Reihen. Außenseiterchancen auf Podestplätze wurden auch noch den Schweizer Springern um Stephan Zünd eingeräumt. Blieb noch das deutsche Team. Neben den Norwegern waren sie als Verlierer der Saison 1991/92 zu sehen, was vor allem mit der fehlenden Umstellung auf den V-Stil zusammenhing. Nachdem mit Andreas Bauer und Josef Heumann zwei Leistungsträger zurückgetreten waren und Heiko Hunger den Umstieg auf den V-Stil nicht geschafft hatte, kam es zum Teil zu einem Neuaufbau der DSV-Auswahl. Wolfgang Steiert wurde als neuer Co-Trainer berufen und hielt vor allem den Kontakt zur Schwarzwälder Springergruppe um Dieter Thoma. Jens Weißflog war hingegen sein langjähriger Heimtrainer Joachim Winterlich abhandengekommen, der nun die italienische Auswahl betreute. Thoma als auch Weißflog sprangen zwar einen stabilen V-Stil, ließen aber gute Weltcup-Ergebnisse bis zum Tourneestart vermissen. Stärkster Springer war daher der Schönwalder Christof Duffner. Im Schatten der deutschen Spitzenspringer gab der 18-jährige Sven Hannawald durch seine Nominierung sein Tourneedebüt.
Die Tournee selbst war wieder etwas bunter geworden. Durch die Auflösung des Vereinten Teams der GUS gab es nun gleich drei Tourneeneulinge als Nationen zu begrüßen; Kasachstan, Russland und die Ukraine. Durch die Auflösung der CSFR gab es nun auch je eine slowakische und eine tschechische Mannschaft, die auch erstmals bei der Tournee begrüßt werden konnten. Im Mannschaftsaufgebot der Slowaken befand sich dabei mit Martin Švagerko ein bekannter Springer, der nach einer einjährigen Pause sein Comeback bei der Tournee gab.
| 01. | Werner Rathmayr  | Österreich | 110 Punkte |
| 02. | Martin Höllwarth | Österreich | 43 Punkte  |
| 02. | Steve Delaup     | Frankreich | 43 Punkte  |
| 04. | Björn Myrbakken  | Norwegen   | 42 Punkte  |
| 05. | Lasse Ottesen    | Norwegen   | 39 Punkte  |

| 05. | Akira Higashi      | Japan      | 37 Punkte |
| 07. | Urban Franc        | Slowenien  | 33 Punkte |
| 08. | Andreas Goldberger | Österreich | 32 Punkte |
| 09. | Espen Bredesen     | Norwegen   | 29 Punkte |
| 10. | Mikael Martinsson  | Schweden   | 27 Punkte |

## Nominierte Athleten
| Nation             | Athleten |
| ------------------ | --- |
| Deutschland        | Andreas Scherer, Dieter Thoma, Christof Duffner, Jens Weißflog, Marc Nölke, Timo Wangler, Alexander Briest, Gerd Siegmund, Rico Meinel, Sven Hannawald, André Kiesewetter, Hans-Peter Pohl, Roland Braun, Hansjörg Jäkle, Alexander Müller, René Rosenbaum                                     |
| Österreich         | Ernst Vettori, Werner Haim, Werner Rathmayr, Martin Höllwarth, Heinz Kuttin, Andreas Goldberger, Werner Schuster, Mario Stecher, Christian Moser, Alexander Pointner, Andreas Widhoelzl, Christian Reinthaler, Ingemar Mayr, Franz Neuländtner, Alexander Diess, Klaus Huber, Alexander Stöckl |
| Bulgarien          | Sachari Sotirow, Emil Zografski |
| Finnland           | Vesa Hakala, Jani Soininen, Janne Ahonen, Pasi Kytösaho |
| Frankreich         | Steve Delaup, Nicolas Jean-Prost, Regis Bajard, Didier Mollard, Gerome Gay |
| Italien            | Roberto Cecon, Massimo Vellar, Ivan Lunardi, Federico Rigoni |
| Japan              | Masahiko Harada, Akira Higashi, Jin’ya Nishikata, Noriaki Kasai |
| Kanada             | John Lockyer |
| Kasachstan         | Andrei Werweikin, Dionis Vodnev |
| Norwegen           | Lasse Ottesen, Kent Johanssen, Øyvind Berg, Espen Bredesen, Magne Johansen, Björn Myrbakken |
| Polen              | Jarosław Mądry, Robert Mateja, Wojciech Skupień |
| Russland           | Michail Jessin |
| Schweden           | Staffan Tällberg, Mikael Martinsson, Per-Inge Tällberg, Magnus Westman, Johan Rasmussen |
| Schweiz            | Sylvain Freiholz, Reto Kälin, Stephan Zünd, Martin Trunz, Christoph Lehmann |
| Slowakei           | Martin Švagerko, Michal Lepko |
| Slowenien          | Samo Gostiša, Franci Petek, Matjaž Zupan, Urban Franc, Matjaž Kladnik |
| Tschechien         | František Jež, Jaroslav Sakala, Silvester Mikulastik, Jiří Parma, David Jiroutek |
| Ukraine            | Walerij Wdowenko, Wassyl Hrybowytsch |
| Vereinigte Staaten | Jim Holland, Tad Langlois, Robert Holme |

## Oberstdorf
- Datum: 30. Dezember 1992
- Land:  Deutschland
- Schanze: Schattenbergschanze

Beim Training machte Christof Duffner zusammen mit Werner Rathmayr den besten Eindruck. Beide erzielten Weiten von 118,5 m. Aber auch Dieter Thoma (117 m) und Rico Meinel (115,5 m) überraschten mit guten Trainingsleistungen. Die gute Form bestätigte Duffner auch beim Wettbewerb. Bereits im ersten Durchgang gelangen 116,5 m und nur Andreas Goldberger konnte mit 116 m annähernd mithalten. Da Duffner oft Schwierigkeiten mit einer sauberen Telemarklandung hatte, war vorher klar, dass er sich durch schlechtere Haltungsnoten noch um den Sieg bringen könnte. Goldberger legte fast erwartungsgemäß im zweiten Durchgang mit 115 m enorm vor, die Duffner aber erneut mit 116,5 m konterte. Am Ende reichte es knapp mit 0,3 Punkten Vorsprung für den Schönwalder, der damit auch seinen ersten Weltcupsieg feiern konnte. Hinter Goldberger platzierte sich Kasai mit zwei Flügen über je 113,5 m auf dem Podest. Der 4. Platz von Harada untermauerte den gewachsenen Formanstieg der japanischen Mannschaft. Sehr zufrieden war auch Jens Weißflog. Der Sachse musste zwar den Weggang seines langjährigen Heimtrainer Joachim Winterlich verkraften, hatte nun aber erfolgreich auf den V-Stil umstellen können. Sein siebter Platz war eine Bestätigung seiner ansteigenden Form.
| Pos. | Springer           | Land             | Punkte |
| ---- | ------------------ | ---------------- | ------ |
| 1    | Christof Duffner   | Deutschland      | 237,7  |
| 2    | Andreas Goldberger | Österreich       | 237,4  |
| 3    | Noriaki Kasai      | Japan            | 230,3  |
| 4    | Masahiko Harada    | Japan            | 228,3  |
| 5    | Werner Rathmayr    | Österreich       | 222,5  |
| 6    | Jaroslav Sakala    | Tschechoslowakei | 218,7  |
| 7    | Jens Weißflog      | Deutschland      | 218,3  |
| 8    | Matjaž Kladnik     | Slowenien        | 215,9  |
| 9    | Nicolas Jean-Prost | Frankreich       | 213,9  |
| 10   | Matjaž Zupan       | Slowenien        | 212,0  |

## Garmisch-Partenkirchen
- Datum: 1. Januar 1993
- Land:  Deutschland
- Schanze: Große Olympiaschanze

Durch den noch ziemliche neuen V-Stil kam die alte Olympia-Schanze in Garmisch an ihre Grenzen. Schon im Training flogen Jens Weißflog und Dieter Thoma bei relativ kurzem Anlauf über den K-Punkt. Da noch aus Luken gesprungen wurde, war man irgendwann an der untersten Luke angelangt und musste einen provisorischen Startpunkt kreieren. Am Neujahrstag selbst sorgten vor allem wechselnde Winde für einen ersten Durchgang der Überraschungen. Während Auftaktsieger Duffner und auch Dieter Thoma sich gerade so für den Finaldurchgang qualifizieren konnten, überraschten Springer wie Siegmund (100,5 m), Nölke (101,5 m) oder gar Andreas Scherer, der mit 104 m mit den Spitzenleuten mithielt. Die hießen Kasai (108,5 m), Lunardi (105 m) und Weißflog (104 m). Speziell beim Italiener Lunardi machte sich offensichtlich der neue Auswahltrainer Joachim Winterlich bemerkbar. Nach einer Anlaufverkürzung vor dem zweiten Durchgang trennte sich dann aber relativ schnell die Spreu von Weizen und nur die wenigsten Springer vermochten ihre Leistung zu halten, geschweige denn zu verbessern. Den krassesten Unterschied erlebte Marc Nölke, der 25 m kürzer als im ersten Durchgang sprang und schon nach 76 m aufsetzte. Aber auch Duffner und Thoma blieben mit Weiten unter 90 m weit hinter ihren Erwartungen zurück. Andreas Scheerer hingegen konnte auch im zweiten Durchgang mit 94,5 m einen ansprechenden Sprung setzen und belegte in der Tageswertung einen sehr guten sechsten. Platz. Es sollte das beste Einzelergebnis bleiben, was der Rohrhardsberger je bei einem Weltcupspringen erreichte. So machte letztlich Andreas Goldberger das Rennen an der Spitze noch einmal spannend, als er mit 101 m die mit Abstand größte Weite des zweiten Durchgangs erzielte. Da er im ersten Durchgang allerdings mit 100,5 m nicht weit genug sprang, reichte es am Ende nur zum dritten Platz. Mit 98,5 m bot Jens Weißflog unter den Bedingungen des verkürzten Anlaufs eine ansprechende Weite und zeigte damit dem scheinbar schon sicheren Tagessieger Kasai die Stirn. Der Japaner behielt aber die Nerven und erreichte mit seinem charakteristischen Sprungstil eine Weite von 97,5 m. Die reichte am Ende für den Tagessieg mit 1,4 Punkten Vorsprung vor Weißflog. Kasai war damit nach Kasaya erst der zweite Japaner, dem ein Tagessieg bei der Tournee gelang. In der Gesamtwertung schob sich nun Goldberger knapp vor Kasai an die Spitze. Dahinter platzierte sich Jens Weißflog, der allerdings schon über 10 Punkte Rückstand auf den Japaner hatte. Duffner fiel durch seinen 32. Platz in der Tageswertung auf den 7. Platz in der Gesamtwertung zurück.
| Zwischenstand nach 2 Springen | Zwischenstand nach 2 Springen | Zwischenstand nach 2 Springen |
| Pos.                          | Springer                      | Punkte                        |
| ----------------------------- | ----------------------------- | ----------------------------- |
| 01.                           | Goldberger                    | 453,9                         |
| 02.                           | Kasai                         | 451,1                         |
| 03.                           | Weißflog                      | 437,7                         |
| 04.                           | Rathmayr                      | 433,3                         |
| 05.                           | Harada                        | 433,0                         |
| 06.                           | Zupan                         | 419,6                         |

| Pos. | Springer           | Land        | Punkte |
| ---- | ------------------ | ----------- | ------ |
| 1    | Noriaki Kasai      | Japan       | 220,8  |
| 2    | Jens Weißflog      | Deutschland | 219,4  |
| 3    | Andreas Goldberger | Österreich  | 216,5  |
| 4    | Ivan Lunardi       | Italien     | 211,1  |
| 5    | Werner Rathmayr    | Österreich  | 210,8  |
| 6    | Andreas Scherer    | Deutschland | 209,3  |
| 7    | Matjaž Zupan       | Slowenien   | 207,6  |
| 8    | Vesa Hakala        | Finnland    | 207,0  |
| 9    | Masahiko Harada    | Japan       | 204,7  |
| 10   | Werner Haim        | Österreich  | 203,9  |

## Innsbruck
- Datum: 3. Januar 1993
- Land:  Österreich
- Schanze: Bergiselschanze

Bei frostigen Temperaturen von −10 °C und beinahe Windstille hofften 20.000 Zuschauer auf einen österreichischen Tagessieg, den es zuletzt 1980 gegeben hatte. Und selten standen die Chancen für einen Erfolg so gut. Shootingstar Andreas Goldberger lag in der Gesamtwertung vorn und war das Aushängeschild einer enorm starken österreichischen Mannschaft. Und der Oberösterreicher enttäuschte die Massen nicht, zeigte bereits im ersten Durchgang mit der Tageshöchstweite von 109 m seine Siegambitionen. Dieser Leistung konnten nur der Tscheche Skala mit 105,5 m und erneut Kasai mit 106 m annähernd folgen. Andere Springer kamen mit dem fehlenden Wind und dem stark verkürzten Anlauf überhaupt nicht zurecht, allen voran Jens Weißflog. Der Sachse sprang 88 m weit und hatte schon damit gerechnet, den Finaldurchgang verpasst zu haben. Letztlich konnte er sich noch gerade so qualifizieren, belegte aber nach 90 m im zweiten Durchgang einen enttäuschenden 31. Platz. Dafür lief es diesmal für seine Mannschaftskollegen Thoma und Duffner besser, mit den Rängen sechs und zehn in der Tageswertung stellten sie ihre aufsteigende Form unter Beweis. An der Spitze ließ Goldberger auch im zweiten Sprung nichts anbrennen, mit 106 m gelang ihm auch da die beste Durchgangsweite. Dahinter platzierte sich Jaroslav Sakala, der als einer von nur vier Springern im zweiten Durchgang über die Hundert-Meter-Marke mit 102 m kam und so Kasai noch abfing, dem nur 97 m gelangen. Entscheidend für die Gesamtwertung war aber, dass Goldberger bei seinem ersten Weltcupsieg 17 Punkte Vorsprung auf Kasai erzielte und ihn somit im Gesamtklassement weiter distanzierte. Vor dem Abschlussspringen hatte Goldberger nun fast genau 20 Punkte Vorsprung vor dem Japaner und der erste Tourneegewinn eines Österreichers seit Ernst Vettori 1986 nahm langsam Gestalt an. Jens Weißflog war durch seinen Ausfall auf den 10. Platz in der Gesamtwertung zurückgefallen.
| Zwischenstand nach 3 Springen | Zwischenstand nach 3 Springen | Zwischenstand nach 3 Springen |
| Pos.                          | Springer                      | Punkte                        |
| ----------------------------- | ----------------------------- | ----------------------------- |
| 01.                           | Goldberger                    | 683,7                         |
| 02.                           | Kasai                         | 663,6                         |
| 03.                           | Sakala                        | 633,5                         |
| 04.                           | Harada                        | 628,0                         |
| 05.                           | Rathmayr                      | 625,3                         |
| 06.                           | Haim                          | 611,4                         |

| Pos. | Springer           | Land        | Punkte |
| ---- | ------------------ | ----------- | ------ |
| 1    | Andreas Goldberger | Österreich  | 229,8  |
| 2    | Jaroslav Sakala    | Tschechien  | 217,3  |
| 3    | Noriaki Kasai      | Japan       | 212,5  |
| 4    | Werner Haim        | Österreich  | 198,7  |
| 5    | Masahiko Harada    | Japan       | 195,5  |
| 6    | Dieter Thoma       | Deutschland | 194,8  |
| 7    | Didier Mollard     | Frankreich  | 193,0  |
| 8    | Jiří Parma         | Tschechien  | 192,7  |
| 9    | Werner Rathmayr    | Österreich  | 192,0  |
| 10   | Christof Duffner   | Deutschland | 191,3  |

## Bischofshofen
- Datum: 6. Januar 1993
- Land:  Österreich
- Schanze: Paul-Außerleitner-Schanze

Mit großen Erwartungshaltungen waren 25.00 Zuschauer am Dreikönigstag nach Bischofshofen gekommen, um den ersten österreichischen Gesamtsieg seit 1986 zu feiern. Doch schon im Qualifikationsdurchgang wurde das Publikum Zeuge von Kasais Wille, den Gesamtsieg nicht kampflos herzugeben. Der Japaner verbesserte den Schanzenrekord vom Vorjahr auf 123 m. Doch damit war die Rekordjagd an diesem Tag nicht beendet. Im ersten Durchgang konterte Sakala mit 123,5 m und verbesserte somit erneut den Schanzenrekord. Diese Weite erreichte auch Goldberger noch, da war es aber schon kein Schanzenrekord mehr. Denn Sakai gelang es erneut, den Schanzenrekord zu verbessern, und das gleich um 4 Meter auf 127, 5 m. Allerdings waren Athlet und Trainer nicht mit den Haltungsnoten zufrieden, die nicht besser als 18,0 ausfielen. So verlor Goldberger im ersten Durchgang nur 5,1 Punkte auf den Japaner. Nach der folgerichtigen Anlaufverkürzung vor dem zweiten Durchgang konnte Goldberger seine Stärken ausspielen und erzielte mit 120 m die höchste Weite im Finaldurchgang. Die 116,5 m von Kasai reichten nur für den zweiten Platz in der Tageswertung, zwei Punkte hinter Goldberger. Auf den verbliebenen Podestplatz schob sich überraschend der Franzose Mollard, der mit zwei Sprüngen nahe der 120 m eine Konstanz aufwies, die vielen Springern an diesem Tag fehlte. Sakala hingegen ließ seinem starken ersten Sprung nur noch 110 m im zweiten Sprung folgen und rutschte so noch aus den Podestplatzierungen in der Tageswertung. Für Jens Weißflog endete die Tour mit einem sechsten Platz auf der von ihm nicht so sonderlich geliebten Schanze einigermaßen versöhnlich, einen Rang dahinter kam Christof Duffner ein.
| Pos. | Springer           | Land        | Punkte |
| ---- | ------------------ | ----------- | ------ |
| 1    | Andreas Goldberger | Österreich  | 237,1  |
| 2    | Noriaki Kasai      | Japan       | 235,1  |
| 3    | Didier Mollard     | Frankreich  | 227,3  |
| 4    | Vesa Hakala        | Finnland    | 221,8  |
| 5    | Jaroslav Sakala    | Tschechien  | 221,1  |
| 6    | Jens Weißflog      | Deutschland | 217,5  |
| 7    | Christof Duffner   | Deutschland | 211,1  |
| 8    | Martin Höllwarth   | Österreich  | 210,3  |
| 9    | Franci Petek       | Slowenien   | 209,7  |
| 10   | Heinz Kuttin       | Österreich  | 208,7  |

## Gesamtwertung
Nach einer Phase finnischer und deutscher Tourneesiege konnte Österreich erstmals seit 1986 wieder einen Tourneesieg durch Andreas Goldberger bejubeln. Dabei war der pausbäckige Shootingstar gar nicht an dieser Stelle erwartet worden, denn nach den Weltcupergebnissen hatte Mannschaftskollege Werner Rathmayr wesentlich größere Ambitionen auf den Tourneesieg. Doch für den Mann aus Linz sollte es nicht sein und er blieb in einer großen und erfolgreichen Mannschaft der Unvollendete. Zu allem Überdruss stürzte Rathmayr kurz darauf bei den Weltmeisterschaften in Falun schwer und konnte nie wieder an sein Niveau anknüpfen. Goldbergers Stern ging hingegen bei der Tournee auf. Bereits zum Auftakt und in Garmisch auf dem Podest stehend, gewann er in Innsbruck sein erstes Tourneespringen und seinen ersten Weltcup überhaupt. Und auch als der neue Star der Japaner, Noriaki Kasai, in Bischofshofen mit einem formidablen Schanzenrekord glänze, blieb Goldberger ruhig. Am Ende siegte er auch in Bischofshofen und gewann die Gesamtwertung mit über 20 Punkten Vorsprung. Die Plätze sieben, neun und zehn innerhalb der Top Ten der Gesamtwertung rundeten die Leistung des erneut stärksten Teams ab. Doch unter Trainer Ono erwuchs den Österreichern allen vorn mit Kasai und Harada so langsam ein achtbarer Gegner. 
Eine weitere positive Überraschung war der Tscheche Jaroslav Sakala, der im Nachgang besehen 1992/93 seine stärkste Saison hatte. Zu den Gewinnern zählte sich auch die deutsche Mannschaft. Nach dem Desaster im Vorjahr, als die Umstellung auf den V-Stil nicht gelungen war und das DSV-Team der Konkurrenz nur hinterhersprang, war man mit 2 Springern in den Top Ten platziert. Vor allem Jens Weißflog, der lange noch dem Parallelstil verhaftet geblieben war, freute sich über sein Abschneiden mit Platz acht in der Gesamtwertung und kündigte an, auf jeden Fall bis Lillehammer 1994 weiterzumachen
. Dieter Thoma hingegen konnte mit seinem Abschneiden nicht zufrieden sein. Der Rotschopf belegte nur Rang 16 in der Gesamtwertung und der Draht zu Bundestrainer Rudi Tusch war längst nicht mehr der beste. Diese Entwicklung fand in der Folge mit dem Rausschmiss von Thoma bei den Weltmeisterschaften in Falun ihren traurigen Höhepunkt.
Zu den Verlierern gehörten hingegen die Skandinavier. Während die Finnen mit Vesa Hakala auf Rang fünf noch einen Springer mit Weltklasseformat hatten, sprangen die Norweger alle hinterher. Umso erstaunlicher waren anderthalb Monate später die zwei von drei möglichen Titelgewinne bei den Weltmeisterschaften in Falun.
| Rang | Name               | Nation      | Gesamt- wertung | Oberst- dorf | Garmisch- Partenk. | Inns- bruck | Bischofs- hofen |
| ---- | ------------------ | ----------- | --------------- | ------------ | ------------------ | ----------- | --------------- |
| 1    | Andreas Goldberger | Österreich  | 920,8           | 237,4 / 02.  | 216,5 / 03.        | 229,8 / 01. | 237,1 / 01.     |
| 2    | Noriaki Kasai      | Japan       | 898,7           | 230,3 / 03.  | 220,8 / 01.        | 212,5 / 03. | 235,1 / 02.     |
| 3    | Jaroslav Sakala    | Tschechien  | 854,6           | 218,7 / 06.  | 197,5 / 13.        | 217,3 / 02. | 221,1 / 05.     |
| 4    | Masahiko Harada    | Japan       | 828,4           | 228,3 / 04.  | 204,7 / 09.        | 195,5 / 05. | 199,9 / 18.     |
| 5    | Vesa Hakala        | Finnland    | 823,4           | 204,9 / 14.  | 207,0 / 08.        | 198,7 / 11. | 221,8 / 04.     |
| 6    | Christof Duffner   | Deutschland | 818,9           | 237,7 / 01.  | 178,8 / 32.        | 191,3 / 11. | 211,1 / 07.     |
| 7    | Werner Haim        | Österreich  | 816,7           | 208,8 / 11.  | 203,9 / 10.        | 198,7 / 04. | 205,3 / 11.     |
| 8    | Jens Weißflog      | Deutschland | 814,7           | 218,3 / 07.  | 208,3 / 06.        | 159,5 / 31. | 217,5 / 06.     |
| 9    | Werner Rathmayr    | Österreich  | 799,8           | 222,5 / 05.  | 219,4 / 02.        | 192,0 / 09. | 174,5 / 35.     |
| 10   | Heinz Kuttin       | Österreich  | 799,7           | 205,4 / 13.  | 198,7 / 12.        | 186,9 / 15. | 208,7 / 10.     |